# 企業会計
企業会計（きぎょうかいけい、accounting for business enterprises）とは、企業（主として営利企業）に適用される会計をいう。企業の事業活動を定量的にモデル化した情報を提供、あるいは分析するためのプロセスである。

## 概要
企業会計は、その目的から、財務会計と管理会計に区分できる。
財務会計は、企業外部の利害関係者に、企業の財務状態や経営成績などに関する経済的情報を提供するためのものである。その際の会計処理は、広く認められている会計基準に基づいて行わなければならない。利害関係者への報告は、損益計算書と貸借対照表を中心とする財務諸表によって行われる。税務会計は財務会計の一種としてとらえられる。税法の規定に従って納税額を計算することを目的とした会計である。
法体系との関連からみれば、財務会計は次のように区分される。
- 会社法による会計
  - 株式会社の会計
  - 会社法第431条において一般に公正妥当と認められる企業会計の慣行に従うべきこと、同432条において、株式会社は、法務省令（会社計算規則）で定めるところにより、適時に、正確な会計帳簿を作成すべきことが定められている。
- 金融商品取引法（旧証券取引法）による会計
  - 金融商品取引法第193条において、一般に公正妥当であると認められるところに従って内閣府令（財務諸表等規則）で定める用語、様式及び作成方法により財務諸表を作成すべきことが定められている。
- 法人税法による会計
  - 法人税法第22条第4項において、当該事業年度の益金及び損金の額は、一般に公正妥当と認められる会計処理の基準に従つて計算されるものとすると定められている。

管理会計は、主として企業の内部において、企業自身の情報を分析活用する目的で行われるものである。一般的に用いられている会計処理の手法はあるが、採用が強制されるものではなく、実情に応じた企業それぞれの手法が採用される。
企業会計以外には、家計、公会計などがある

## 期間損益計算
財産法
会社の個々の財産を処分した場合の処分価格を会社財産として把握することを目的とする。
損益法
会社の収益力を正確に把握することを目的とする。

## 企業会計原則
日本では、古くからの会計慣行の中から、一般に公正妥当と認められるところを要約した企業会計原則がある。それは慣習としての性格を持ち、企業会計に関する法令を補充する実践規範であるとともに、企業会計に関する法令の制定改廃にあたっては尊重されなければならない指導原理でもある。企業会計原則自体は法律ではないが、制度会計の中に採りこまれることによって法律的な裏付けが付与されているといえる。企業会計全般にわたる基準となる一般原則は、以下の通りである。
- 真実性の原則
- 正規の簿記の原則
- 利益と資本の区分原則 （資本取引・損益取引区分の原則・剰余金区分の原則）
- 明瞭性の原則
- 継続性の原則
- 保守主義の原則（評価基準としての低価法の採用など）
- 単一性の原則（実質一元、形式多元を要求）
  - 重要性の原則　一般原則ではないが、それに準ずる原則。（企業会計原則注解1）